# Улрих VII фон Регенщайн
Улрих VII фон Регенщайн (на немски: Ulrich VII von Regenstein; † 8 януари 1375) е граф на Регенщайн при Бланкенбург в Харц.

## Произход
Той е син на граф Бернхард I фон Регенщайн († сл. 1368) и съпругата му графиня фон Мансфелд-Кверфурт († 1358), дъщеря на граф Бурхард V фон Мансфелд-Кверфурт († 1354/1358) и гарфиня Ода фон Вернигероде († 1343), дъщеря на граф Албрехт V фон Вернигероде († 1320/1323). Внук е на граф Улрих III фон Регенщайн-Хаймбург, господар в Деренбург при Бланкенбург († 1322/1323) и София фон Анхалт-Ашерслебен († сл. 1308). Брат е на Бурхард († 28 май/25 август 1388), убит в битката при Винзен, и на София († 1366), омъжена за граф Хайнрих IV фон Байхлинген († 1386).

## Фамилия
Първи брак: с Магдалена фон Плауен. Те имат една дъщеря:
- Анна фон Регенщайн († 1416), омъжена за граф Хайнрих фон Вунсторф († сл. 1429), родители на Агнес фон Вунсторф († ок. 1451), омъжена ок. 1435 г. за херцог Барним VIII от Померания († 1451)

Втори брак: с Регнилда фон Волденберг. Те имат децата:
- Улрих VIII фон Регенщайн († между 24 юни 1410/31 декември 1410), граф на Регенщайн, женен пр. 1393 г. за Катарина фон Липе († сл. 3 февруари 1425), дъщеря на Симон III фон Липе († 1410) и Ирмгард (Ерменгард) фон Хоя († 1422), родители на граф Бернхард IV (I) фон Регенщайн-Бланкенбург († 1422/1423), женен за Агнес фон Шварцбург-Лойтенберг († сл. 1414)
- Ирмгард фон Регенщайн († 10 май 1414), омъжена I. за Герхард III фон Байхлинген-Ротенбург († сл. 1394), II. между 1394 и 16 март 1405 г. за граф Хайнрих VII фон Глайхен-Хаймбург († 1415), родители на граф Ернст IX фон Глайхен-Бланкенхайн († 1461)
- Бурхард II фон Регенщайн († сл. 13 юли 1375), граф на Регенщайн
- Бернхард III фон Регенщайн († сл. 1375), граф на Регенщайн